# Политичко неслагање
Политичко неслагање је незадовољство или противљење политици владајућег тела. Изрази неслагања могу имати различите облике, од гласног неслагања, преко грађанске непослушности, до употребе насиља.
Устав Сједињених Америчких Држава сматра ненасилне демонстрације и неслагање са владом темељним америчким вредностима.

## Технике
- Протести, демонстрације, мировни марш, протестни марш
- Бојкоти, седећи протести, немири, организациони одбори, грађанско организовање
- Штрајк, генерални штрајк, улична акција
- Налепнице за браник, леци, политички постери
- Улично позориште, политичке лутке
- Спаљивање лутке
- Самоспаљивање (спаљивање самог себе)
- Револуција, побуна, устанак, тероризам, инсурекција, народни устанак
- Самиздат
- Пропаганда, контрапропаганда, слогани, слоганирање, мим
- Лобирање